# محمد حسن الكشميري
محمد حسن بن علي نقي بن مرتضى الرضوي الكشميري، المعروف اختصارًا بـ«الكشميري». هو (حشوي متعالم) وله جولات في الخطابة المنبرية في الخليج و العراق ، ومثير للجدل.

## اسمه ونسبه
هو محمد حسن بن علي نقي بن مرتضى الرضوي الكشميري، ويرجع نسبه إلى موسى المبرقع بن محمد الجواد بن علي الرضا بن موسى الكاظم بن جعفر الصادق بن محمد الباقر بن علي السجاد بن الحسين بن علي بن أبي طالب، وكان الكشميري قد أهدى محمد اليعقوبي نسخة من «مشجرة نسب السادة آل الكشميري».
والده «علي نقي» أحد رجال الدين، وجده هو «مرتضى الكشميري» الذي يعرف بصاحب الكرامات الباهرة، ويعرف كذلك بأنه «علم الهدى الثاني» في قبال السيد المرتضى الذي عُرف بـ«علم الهدى الأول»، ويوصف مرتضى بأنه من كبار الفقهاء، كما عرف بالزهد والعبادة.
لديه من الأشقاء: «صادق الكشميري» الشقيق الأصغر له، ولديه من الأخوة الآخرين: «مرتضى الكشميري»، وهو وكيل وصهر السيّد علي السيستاني، المرجع الشيعي الشهير بالنجف.
تزوج حسن الكشميري من ابنة آية الله السيّد عباس الميلاني، وشقيقة فاضل الميلاني، وله ابن واحد يُسمى «زهير»، وثلاث بنات.

## حياته
وُلد في النجف الأشرف وذلك بـشهر شعبان سنة 1366 هجريًا، المُوافق لسنة 1947 ميلاديًا. درس في الحوزة العلمية بعض المقدمات، ثم أكمل بعض دروس مرحلة السطوح، ومن أساتذته في هذا المجال:
- السيد علي نقي، والده.
- السيد مسلم الحلي.
- الشيخ محمد أمين فخر الدين.
- السيد عبد الأمير القبانجي.
- الشيخ محمد رضا آل صادق.

وتفرغ بعدها للخطابة الدينية، وكان من كبار أساتذته في الخطابة: أحمد الوائلي، وجواد شبر، ومحمد علي اليعقوبي، ومحمد الكاشاني، وغيرهم. وكان يقرأ في بعض مجالس علماء الشيعة، منهم: عبد الهادي الشيرازي، وعبد الله الشيرازي، ومحمود الشاهرودي، وآغا بزرك الطهراني، وتربطه صلة وثيقة بالمرجع محمد اليعقوبي. له بعض اللقاءات مع إذاعة طهران العربية، وقناة الكوثر الفضائية، وتعرض بعض محاضراته في قناة النعيم الفضائية.
قرأ الكشميري في العديد من دول الخليج العربي، منها البحرين، ويذكر أنه زار السيد عبد الله الغريفي (أحد أشهر علماء البحرين) بمجلسه بالنعيم وذلك للاطمئنان على صحته عام 2004، كما أقام سلسلة من المحاضرات الإسلامية فيها، منها بمأتم الإحسائيين الواقع في المنامة عام 2005م. وله العديد من المشاركات في الكويت كذلك.
للكشميري خمسة عشر وكالة من مختلف مراجع الشيعة، نشرها في كتابه «مع الصادقين»، وهم:
1. السيّد محمد رضا الكلبيكاني.
2. محمد علي الأراكي.
3. السيّد علي البهشتي.
4. السيّد محمد الشيرازي.
5. علي الغروي.
6. السيّد عبد الأعلى السبزواري.
7. السيّد مهدي إخوان المرعشي.
8. السيّد علي الخامنئي (قائد الثورة الإسلامية في إيران).
9. محمد تقي بهجت.
10. محمد فاضل اللنكراني.
11. السيّد محمد علي العلوي الكركاني.
12. السيّد محمد مفتي الشيعة.
13. ناصر مكارم الشيرازي.
14. جواد التبريزي.
15. حسين علي المنتظري.

## مؤلفاته والجدل

### مؤلفاته
للكشميري عدة مؤلفات، انتقد في بعضها المؤسسة الدينية الشيعية، وتحدث في بعضها الآخر عن سير علماء الشيعة ومحاسنهم وكراماتهم، وهم:
- «محاضرات إسلامية».
- «مع الصادقين»، 4 مجلدات.[21]
- «القلم المنتضى في أحوال جدنا المرتضى».
- «رسائل ومسائل».
- «ستون سؤالا بين قوسين».
- «جولة في دهاليز مظلمة».
- «محنة الهروب من الواقع».
- «خمسون عامًا مع المنبر الحسيني».
- «مشاهد خارج التغطية».
- «قصص ذات أنياب».
- «أوراق تحت الطاولة».
- «وللتاريخ صوت».
- «منوعات خارج الإطار».
- «وأكثرهم للحق كارهون».
- «وللقضية بقية».
- «من داخل المدار».
- «ستون عامًا مع المنبر الحسيني».

كما كان من المفترض نشر كتاب «تحفة المطالع فی مختلف الوقائع»، الذي يحتوي على ذكرياته وبعض الأحداث التي مر بها العراق.

### الردود عليه والجدل
أثارت بعض تلك المؤلفات ضجة وجدل في الوسط الشيعي، خصوصًا بعد صدور «جولة في دهاليز مظلمة»، فكتب البعض ردًا على تلك المؤلفات:
- كتب محمود الغروي عدة مقالات بعنوان: «ملاحظات على كتاب ستون سؤالا في دهاليز مظلمة»، نشرت بتاريخ 2014.[24]
- كتاب «المؤسسة الدينية بين الواقع والافتراء»، من تأليف الشيخ محمد مهدي الآصفي، رد فيه على بعض مؤلفات الكشميري، مثل: «محنة الهروب من الواقع»، و«جولة في دهاليز مظلمة»، نشر بتاريخ 2013.[25][26]
- كما انتقد علي الكوراني كتابات الكشميري في سؤال وجه له.[27]
- كتب سامي جواد كاظم مقالات ينتقد فيها كتب الكشميري ويرد عليها، نشرت في 2012 و2013.[28][29]
- كتب علي الشاهر ضمن «مجلة الأحرار»، 2013 ردًا على حسن الكشميري حول تاريخ حوزة كربلاء التي تحدث عنها في كتابه «ستون سؤالًا بين قوسين».[30]
- جاء في موقع السيّد محمد صادق الروحاني سؤال حول كتابات السيّد حسن الكشميري، فأجاب: «إن وجود أناس منحرفين مثل الشخص المذكور من المتلبسين بلباس الدين ليس بالامر الجديد وخاصة في زماننا لغايات وأسباب كثيرة لسنا الان بصدد بيانها».[31]

## وصلات خارجية
- إيران أهل البيت بخير، بقلم السيّد حسن الكشميري.
- سحور عراقي، لقاء مع السيّد حسن الكشميري على اليوتيوب.